# Lucinha Lins
Lúcia Maria Werner Viana Lins  (Rio de Janeiro, 9 de março de 1953), mais conhecida como Lucinha Lins, é uma atriz, cantora, compositora e apresentadora brasileira. Iniciou a carreira artística na década de 1970, atuando em diversos comerciais e musicais, tendo se destacado posteriormente na televisão e no cenário musical brasileiro, ganhando diversos prêmios e tornando-se uma das artistas mais versáteis do país.
Aclamada tanto na música, como na televisão, Lucinha herdou o sobrenome do cantor Ivan Lins, com quem foi casada entre 1971 e 1982, e com quem formou diversas parcerias musicais. Através de sua voz, ficaram marcadas canções como "Narizinho", "Purpurina", "História de uma Gata" e "A Bailarina", além do popular jingle "Pipoca e guaraná". Em 1981, estreou nos cinemas com o filme Os Saltimbancos Trapalhões, um estrondoso sucesso de crítica e bilheteria. Já na televisão, Lucinha trabalhou nas principais emissoras do país, tais como TV Globo, SBT e Record; ela atuou na aclamada telenovela Roque Santeiro (1985–86), uma das tramas de maior audiência da história, no papel da apaixonada Mocinha Abelha, a "viúva virgem" do protagonista; também ficou marcada por suas atuações como a sofredora Estela em A Viagem (1994) e a grande vilã e psicopata Vilma Oliveira Santos em Chamas da Vida (2008–09).

## Biografia
Cresceu na Tijuca e, na adolescência, com um grupo de amigos apaixonados por música, Lucinha Lins formou o MAU (Movimento Artístico Universitário) – onde começou a cantar e conheceu o músico e compositor Ivan Lins. No começo dos anos 70, já casada com Ivan Lins, Lucinha participou dos shows do cantor como vocalista e percussionista. Paralelamente, Lucinha Lins cantou em festivais de música brasileira e começou a gravar jingles. Vieram, então, os comerciais de televisão, que acabaram por revelar o belo rosto escondido atrás daquela bela voz.

## Carreira
Como cantora, estreou em 1971 fazendo backing vocals nos primeiros álbuns de Ivan Lins. Em 1974 gravou seu primeiro disco e seguiu fazendo os vocais de apoio para Ivan em álbuns em shows até 1981, quando venceu o Festival MPB Shell com a canção "Purpurina", de Jerônimo Jardim. Também imortalizou a canção "Narizinho" no seriado Sítio do Pica-Pau Amarelo. Meses depois de ganhar o festival de 1981 e receber uma estrondosa vaia do público presente à final do festival no Maracanãzinho, o qual preferia a segunda colocada, "Planeta Água", de Guilherme Arantes, Lucinha Lins estreava o espetáculo “Sempre, Sempre Mais”, ao lado de Cláudio Tovar, com quem viria a se casar, com enorme sucesso. O musical ficou dois anos em cartaz. Lucinha Lins foi eleita a musa do verão carioca e estava em todos os lugares: na capa da revista Veja, nos programas de televisão, nos discos e no cinema, com o filme Os Saltimbancos Trapalhões, sucesso absoluto de bilheteria.  
Como atriz de TV, estreou na série Plantão de Polícia. Posteriormente trabalhou na série Sítio do Picapau Amarelo como a personagem Rapunzel e foi uma das protagonistas da minissérie Rabo-de-Saia, com direção de Walter Avancini, onde vivia uma das três mulheres do personagem de Ney Latorraca. Viveu ainda a personagem Mocinha, filha do prefeito Florindo Abelha (Ary Fontoura) e verdadeira noiva de Roque (José Wilker) na novela Roque Santeiro (1985). Lucinha repetiria a parceria com Wilker em O Salvador da Pátria, onde sua personagem, Ângela, integrava um triângulo amoroso com João/Miro (Wilker) e Marina (Betty Faria). Posteriormente, fez uma participação de O Dono do Mundo e integrou o elenco de Despedida de Solteiro. Ganhou destaque em 1994 na pele de Estela, irmã da protagonista Diná (Christiane Torloni) na novela A Viagem; abandonada pelo marido, Ismael (Jonas Bloch), Estela criava sozinha a filha, Bia (Fernanda Rodrigues), que insistia em se reconciliar com o pai. Para além da conexão com a personagem de Torloni, a personagem de Lucinha também se destacou pelo romance com o médico espírita Alberto (Cláudio Cavalcanti). 

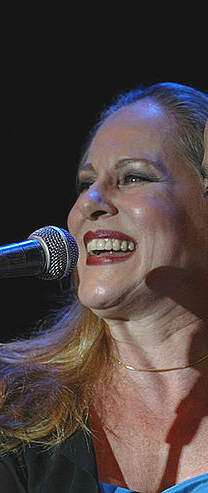
Lucinha em 2004.

Novamente em parceria com Cláudio Tovar, seu segundo marido, Lucinha Lins produziu musicais infantis como “Sapatinho de Cristal”, “Simbad de Bagdá” e “Caixa de Brinquedos”. O sucesso desses espetáculos foi tanto, que a Rede Manchete de televisão convidou o casal para criar e apresentar um programa infantil: Lupu Limpim Claplá Topô - inesquecível para quem foi criança em meados dos anos 80. Como atriz e cantora, participou de vários musicais no teatro, como “O Corsário do Rei” de Edu Lobo e Chico Buarque, “Splish-Splash”, “O Fantópera da Asma”, “Rosa, um Musical Brasileiro” e muitos outros. Em 2003, em agosto, estreou no papel de Vitória Régia, uma das protagonistas da remontagem do musical “A Ópera do Malandro”, de Chico Buarque, dirigida por Charles Möeller e Cláudio Botelho, o maior sucesso de público e crítica dos últimos anos no Rio de Janeiro, onde teve oportunidade de contracenar com seu filho Claudio Lins e seu marido Claudio Tovar. Com essa montagem, foi indicada ao Prêmio Shell de melhor atriz, em 2003. Mas Lucinha também fez papéis dramáticos em peças de teatro que não eram musicais, como é o caso de "Intimidade Indecente", peça de Leilah Assumpção, em que Lucinha substituiu Irene Ravache e Vera Holtz no papel principal, ao lado de Otávio Augusto, que substituiu Marcos Caruso. Após uma participação em Chocolate com Pimenta como Elvira, mãe de Danilo (Murilo Benício), Lucinha foi contratada pela Rede Record de Televisão, onde fez a novela Vidas Opostas e em 2008, interpretou sua primeira vilã, a piromaníaca Vilma na novela Chamas da Vida, pela qual recebeu elogios do público e da crítica. 
Depois de vinte anos sem gravar um disco solo, participando apenas de trilhas sonoras e de discos de outros intérpretes, Lucinha Lins regressou ao mundo fonográfico com um songbook inteiramente dedicado à compositora brasileira Sueli Costa. O disco foi lançado em novembro de 2002, pela Biscoito Fino. Nele, Lucinha interpreta 17 músicas com letras dos parceiros Abel Silva, Capinam, Aldir Blanc, Vitor Martins, Ana Terra, Cacaso, Paulo César Pinheiro e Tite de Lemos. A interpretação de Lucinha Lins ganhou um reforço e tanto: a arte dos músicos Paulo Russo no contrabaixo, Mauro Senise nos sopros, Ricardo Silveira na guitarra, João Cortez na bateria mais Gilson Peranzzetta, no piano acústico, nos arranjos e na regência. A produção é de Zé Luiz Mazzioti. Em 2012, Lucinha foi vencedora do prêmio Bibi Ferreira por sua atuação no musical Rock in Rio, como a mãe carinhosa do personagem de Hugo Bonemer. Em 2014, ao lado de Tânia Alves e Virginia Rosa, Lucinha Lins estreia a turnê do espetáculo musical Palavra de Mulher, sob direção de Fernando Cardoso, com músicas de Chico Buarque, sendo um sucesso de público e de crítica.
Em 2019 foi escalada para duas novelas, Topíssima e Amor sem Igual, porém pediu dispensa de ambas para dedicar-se à turnê teatral comemorativa de 10 anos do musical Palavra de Mulher. Em 2020, Lucinha decidiu não renovar com a RecordTV, onde foi contratada por 14 anos. 
Em 2022, interpretou um dos papéis principais de Sentença, série do Prime Video protagonizada por Camila Morgado. Voltou às novelas da Globo em 2025 como Ruth, uma personagem ligada diretamente ao núcleo dos bicheiros da família Barros na trama das 19h Volta por Cima; a novela tornou-se a primeira da atriz na emissora desde Chocolate com Pimenta, com sua participação sendo anunciada em fevereiro.  Além da trama de Cláudia Souto, Lucinha gravou uma participação no remake de Dona Beja, a ser distribuído pela Max, como a professora de inglês Miss Callen.

## Vida pessoal
Entre 1971 e 1982 foi casada com o cantor Ivan Lins. Do casamento nasceram João Lins e Cláudio Lins, além de adotarem juntos Luciana Lins. Em 1983 se casou com o ator e cantor Cláudio Tovar, com quem tem uma filha, Beatriz Tovar. Lucinha Lins posou nua para a revista Playboy, na edição de número 109, em agosto de 1984, cuja temática do ensaio fotográfico foi inspirada nas fotos de Marilyn Monroe, a pedido de Lucinha.

## Filmografia

### Televisão
| Ano     | Título                      | Personagem / Cargo            | Nota                                              | Emissora      |
| ------- | --------------------------- | ----------------------------- | ------------------------------------------------- | ------------- |
| 1969    | Um Instante Maestro         | Cantora do coral              |                                                   | Rede Tupi     |
| 1979–81 | Plantão de Polícia          | Gisela                        |                                                   | TV Globo      |
| 1981    | Sítio do Picapau Amarelo    | Rapunzel                      | Episódio: "Entrou Por Uma Porta e Saiu Por Outra" | TV Globo      |
| 1982    | Pirlimpimpim                | Ela mesma                     | Especial de dia das crianças                      | TV Globo      |
| 1982    | Chico Anysio Show           | Várias personagens            | Participações                                     | TV Globo      |
| 1983    | Casa de Brinquedos          | Bailarina                     | Especial de dia das crianças                      | TV Globo      |
| 1983    | Plunct, Plact, Zuuum        | Bailarina                     | Especial de dia das crianças                      | TV Globo      |
| 1984    | Rabo-de-Saia                | Maria Santa (Santinha)        |                                                   | TV Globo      |
| 1984    | Verde Que Te Quero Ver      | Vitória-régia                 | Especial de dia da natureza                       | TV Globo      |
| 1985    | Roque Santeiro              | Mocinha Abelha                |                                                   | TV Globo      |
| 1986–87 | Lupu Limpim Clapa Topo      | Apresentadora                 |                                                   | Rede Manchete |
| 1987    | Programa de Domingo         | Apresentadora especial        | Episódio: "8 de março"                            | Rede Manchete |
| 1989    | O Salvador da Pátria        | Ângela Mendes Matos           |                                                   | TV Globo      |
| 1989–90 | Cadeira de Barbeiro         | Vários personagens            |                                                   | Rede Manchete |
| 1991    | O Dono do Mundo             | Vanda                         |                                                   | TV Globo      |
| 1991–92 | Mundo da Lua                | Tia Roberta Silva e Kato      |                                                   | TV Cultura    |
| 1992    | Você Decide                 | Dr.ª Lílian                   | Episódio: "A Outra"                               | TV Globo      |
| 1992    | Você Decide                 | Célia                         | Episódio: "A Chance de Ouro"                      | TV Globo      |
| 1992    | Você Decide                 | Márcia                        | Episódio: "Flor de Outono"                        | TV Globo      |
| 1992    | Despedida de Solteiro       | Marta Cavini                  |                                                   | TV Globo      |
| 1993    | Retratos de Mulher          | Maria Célia                   | Episódio: "Era uma vez... Luciana"                | TV Globo      |
| 1993    | Fera Ferida                 | Laurinda Mota da Costa        | Episódio: "15 de novembro"                        | TV Globo      |
| 1994    | A Viagem                    | Estela Toledo Novaes          |                                                   | TV Globo      |
| 1994    | Crer Para Ver               | Bruxa                         | Especial de fim de ano                            | TV Globo      |
| 1995    | As Pupilas do Senhor Reitor | Magali do Porto               | Episódios: "7–17 de janeiro"                      | SBT           |
| 1995    | Sangue do Meu Sangue        | Helena Rezende                |                                                   | SBT           |
| 1996    | Você Decide                 | Cátia                         | Episódio: "Tempo de Namoro"                       | TV Globo      |
| 1996    | Perdidos de Amor            | Lali Massini                  |                                                   | Band          |
| 1997    | Malhação                    | Bárbara Maldonado             | Temporada 3                                       | TV Globo      |
| 1998    | Corpo Dourado               | Hilda Mendonça                |                                                   | TV Globo      |
| 1999    | Tiro e Queda                | Isabel Amarante               |                                                   | Record        |
| 2000    | Você Decide                 | Luciana                       | Episódio: "Sonhos do Passado"                     | TV Globo      |
| 2000    | Você Decide                 | Amanda                        | Episódio: "Glorinha Vai às Compras"               | TV Globo      |
| 2000    | Você Decide                 | Dora                          | Episódio: "A Mãe Preta"                           | TV Globo      |
| 2000    | Esplendor                   | Lígia Mallet                  |                                                   | TV Globo      |
| 2001    | Estrela-Guia                | Lucrécia Espíndola            |                                                   | TV Globo      |
| 2004    | Chocolate com Pimenta       | Elvira Rodrigues Albuquerque  | Episódios: "3 de março–17 de abril"               | TV Globo      |
| 2004    | Esmeralda                   | Branca Álvares Real           |                                                   | SBT           |
| 2006    | Festival Trapalhões         | Apresentadora                 |                                                   | Canal Brasil  |
| 2006    | Vidas Opostas               | Ísis Campobello               |                                                   | Record        |
| 2008    | Chamas da Vida              | Vilma Oliveira Santos         |                                                   | Record        |
| 2011    | Vidas em Jogo               | Alzira Duarte Monteiro (Zizi) |                                                   | Record        |
| 2014    | Vitória                     | Zulmira Nogueira (Zuzu)       |                                                   | Record        |
| 2014    | Conselho Tutelar            | Drª. Vera Alencar             | Temporada 1                                       | Record        |
| 2017    | O Rico e Lázaro             | Zelfa                         |                                                   | Record        |
| 2017    | Apocalipse                  | Lia Aisen Gudman              | Episódios: "21 de novembro–11 de dezembro"        | Record        |
| 2018    | Câmera Record               | Apresentadora                 | Episódio: "10 de junho"                           | Record        |
| 2018    | Canta Comigo Especial       | Participante                  | Especial de fim de ano                            | Record        |
| 2022    | Sentença                    | Olga Luz                      |                                                   | Prime Video   |
| 2025    | Volta por Cima              | Ruth Alves / Edilene          | Episódios: "28 de fevereiro–26 de abril"          | TV Globo      |
| 2026    | Dona Beja                   | Miss Callen                   |                                                   | Max           |

### Cinema
| Ano  | Título                               | Personagem       | Notas    |
| ---- | ------------------------------------ | ---------------- | -------- |
| 1981 | Os Saltimbancos Trapalhões           | Karina Bartholo  |          |
| 1983 | Atrapalhando a Suate                 | Tenente Vera     |          |
| 1984 | Amor Voraz                           | Cléia            |          |
| 1986 | O Quebra-Nozes                       | Clara            |          |
| 1986 | As Peripécias de um Ratinho Detetive | Kitty Rata (voz) | Dublagem |
| 1990 | Assim na Tela Como no Céu            | Maria            |          |
| 1992 | Sua Excelência, o Candidato          | Laura            |          |
| 2001 | Villa-Lobos - Uma Vida de Paixão     | Tia Fifina       |          |
| 2006 | Os 12 Trabalhos                      | Carmem           |          |
| 2016 | A Saga da Alma de um Poeta           | —                |          |
| 2022 | Nunca Fomos Tão Modernos             | Sônia            |          |
| 2023 | Perdida                              | Srª. Albuquerque |          |

## Teatro
| Ano           | Título                                     | Personagem     |
| ------------- | ------------------------------------------ | -------------- |
| 1982          | Sempre, Sempre Mais                        |                |
| 1984          | Sapatinho de Cristal – Uma História Eterna |                |
| 1988          | Splish Splash                              |                |
| 1991          | Vem Buscar-me Que Ainda Sou Teu            |                |
| 1993          | A Bela Adormecida                          | Fada-Madrinha  |
| 1998          | Aldir Blanc – Um Cara Bacana               |                |
| 1999          | SOS Brasil/BRASIL S.A.                     | Rosa           |
| 2001–02       | Um Dia de Sol em Shangrilá                 |                |
| 2003–04       | A Ópera do Malandro                        | Vitória-Régia  |
| 2006          | Intimidade Indecente                       | Roberta        |
| 2009–16       | Na Batucada da Vida                        | Carmem Miranda |
| 2009–presente | Palavra de Mulher                          | Sueli Costa    |
| 2013          | Garagem                                    | Rosana         |
| 2013–14       | Rock in Rio – O Musical                    | Gloria         |
| 2014          | Palavra de Mulher                          |                |
| 2021–presente | As Meninas Velhas                          | Zuleika        |
| 2023          | Palavra de Mulher                          |                |
| 2024          | Mãe + Filho= Música                        | Ela mesma      |

## Discografia

### Álbuns de estúdio
| Álbum                                 | Detalhes                                                                                        |
| ------------------------------------- | ----------------------------------------------------------------------------------------------- |
| Sempre, Sempre Mais                   | - Lançamento: 12 de junho de 1982 - Formatos: LP - Gravadora: Philips                           |
| Simbad de Bagdad (com Cláudio Tovar)  | - Lançamento: 30 de janeiro de 1986 - Formatos: LP - Gravadora: Arca                            |
| Canção Brasileira (com Cláudio Tovar) | - Lançamento: 4 de novembro de 2002 - Formatos: CD, download digital - Gravadora: Biscoito Fino |

### Extended plays(EPs)
| Álbum                      | Detalhes                                                               |
| -------------------------- | ---------------------------------------------------------------------- |
| Esse Pássaro Chamado Tempo | - Lançamento: 13 de agosto de 1974 - Formatos: EP, LP - Gravadora: RCA |

### Como artista convidada
- Ivan Lins - Ivan Lins...Agora (1971 - Forma), Deixa O Trem Seguir (1971 - Forma), Quem Sou Eu (1972 - Philips/Phonogram); Modo Livre (1974 - RCA) ; Somos Todos Iguais Nesta Noite (1977 - EMI-Odeon); Nos Dias de Hoje (1978 - EMI-Odeon); A Noite (1979 - EMI-Odeon); Novo Tempo (1980 - EMI-Odeon); Daquilo Que Eu Sei (1981 - Philips/Polygram)
- Beth Carvalho - Pra Seu Governo (1974 - Tapecar)
- Emilio Santiago - Emilio Santiago (1975 - CID)
- Edson Frederico - Edson Frederico e a Transa (1975 - RCA)
- Diversos Intérpretes - Sítio do Pica-Pau Amarelo (1977 - Som Livre); Os Saltimbancos Trapalhões (1981 - Ariola); Casa de Brinquedos (1983 - Ariola) 84 Carnaval Liberou Geral..Uma Inflação de Sucessos (1983 - Philips/Polygram); O Corsário do Rei; Vamos a Luta-Os Trapalhões(1984 EMI); (1985 - Som Livre); Entre Amigos (1985 - Pointer); O Salvador da Pátria - Trilha Sonora da Novela (1989 - Som Livre); Songbook Braguinha - Vol.3 (2002 - Lumiar Discos); Luiz Eça - Reencontro (2002 - Biscoito Fino); A Bossa de Billy Blanco (2002 - Biscoito Fino); Samba pras Crianças (2003 - Biscoitinho/Biscoito Fino); Ópera do Malandro - Ao Vivo (2003 - Biscoito Fino)
- Elis Regina - Elis (1977 - Philips/Phonogram)
- George Duke - A Brazilian Love Affair (1979 - Epic)
- Jorge Ben Jor - Alô Alô, Como Vai? (1980 - Som Livre)
- Francisco Mário - Revolta dos Palhaços (1980 - Independente)
- Sivuca - Vou Vida Afora (1981 - Copacabana)
- Rosa Maria - Cristal (1984 - Pointer)
- Trem da Alegria - Trem da Alegria do Clube da Criança (música: Dona Felicidade) (1985 - RCA)
- Paulinho Tapajós e Marcelo Lessa - Viola Violão (2004 - Dabliú Discos)
- Nei Lopes - Partido Ao Cubo (2004 - Fina Flor)
- Participação no DVD Alabê de Jerusalém interpretando a canção "Madalena", de Altay Veloso (2006 - Independente)
- Célia e Dino Barioni - Faço no Tempo Soar Minha Sílaba (2007 - Lua Discos)
- Cláudio Lins - Cara (2009 - Biscoito Fino)
- Virginia Rosa e Geraldo Flach - Virgínia Rosa & Geraldo Flach - Voz & Piano (2010 - Lua Discos)
- Filme:  Tainá 2 - A Aventura Continua de 2004. Música: Logo, Logo (Filhotes do Amor). [26]

## Prêmios e indicações
| Ano  | Premiação                    | Categoria                    | Trabalho                | Resultado |
| ---- | ---------------------------- | ---------------------------- | ----------------------- | --------- |
| 1981 | Festival MPB-Shell           | Melhor música                | Purpurina               | Venceu    |
| 1985 | Prêmio APCA                  | Atriz revelação              | Rabo-de-Saia            | Venceu    |
| 2003 | Prêmio Shell                 | Melhor Atriz                 | Ópera do Malandro       | Venceu    |
| 2004 | Prêmio Qualidade Brasil - RJ | Melhor Atriz Teatral Musical | Ópera do Malandro       | Venceu    |
| 2004 | Prêmio Qualidade Brasil - SP | Melhor Atriz Teatral Musical | Ópera do Malandro       | Indicada  |
| 2007 | Prêmio Contigo! de TV        | Melhor Atriz Coadjuvante     | Vidas Opostas           | Indicada  |
| 2009 | Prêmio Contigo! de TV        | Melhor Atriz                 | Chamas da Vida          | Indicada  |
| 2011 | Troféu Leão Lobo             | Coadjuvante Feminina         | Vidas em Jogo           | Indicada  |
| 2012 | Prêmio Contigo! de TV        | Melhor Atriz Coadjuvante     | Vidas em Jogo           | Indicada  |
| 2013 | Prêmio Bibi Ferreira         | Melhor Atriz Coadjuvante     | Rock in Rio - O Musical | Venceu    |
| 2013 | Prêmio Cesgranrio de Teatro  | Melhor Atriz em Musical      | Rock in Rio - O Musical | Indicada  |
| 2013 | Prêmio Arte Qualidade Brasil | Melhor Atriz Teatral Musical | Rock in Rio - O Musical | Indicada  |
| 2014 | Prêmio Quem de Teatro        | Melhor Atriz de Teatro       | Rock in Rio - O Musical | Indicada  |
| 2015 | Prêmio Contigo! de TV        | Melhor Atriz Coadjuvante     | Vitória                 | Indicada  |
| 2017 | Troféu Nelson Rodrigues      | Artes Cênicas                | Homenagem               | Venceu    |